# 가교 폴리에틸렌

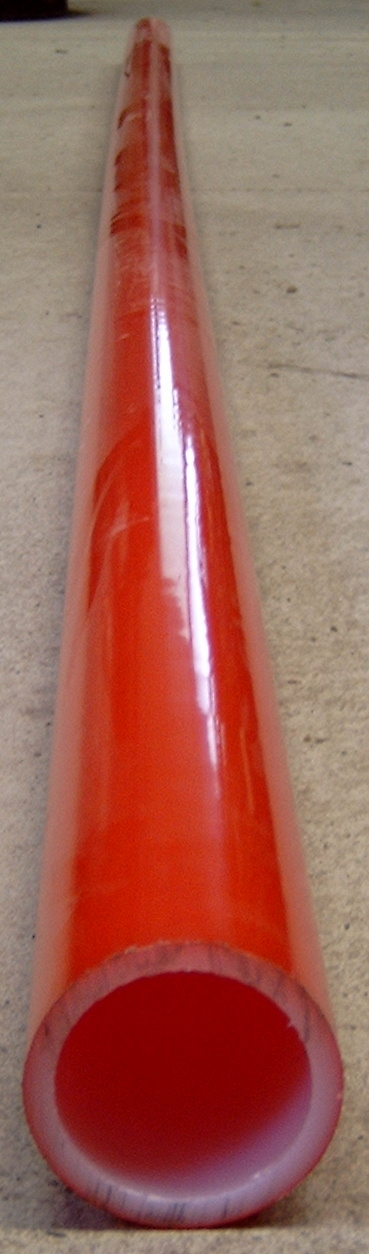
가교 폴리에틸렌(PEX) 파이프

가교 폴리에틸렌(영어: Cross-linked polyethylene)은 흔히 PEX, XPE 또는 XLPE로 약칭되며, 가교가 있는 폴리에틸렌의 한 형태이다. 주로 건축 서비스 배관 시스템, 온수 복사 난방 및 냉방 시스템, 가정용 급수 배관, 고전압(고전압) 전력 케이블 절연, 아기 놀이 매트에 사용된다. 또한 천연가스 및 해양 석유 응용 분야, 화학 물질 운송, 하수 및 슬러리 운송에도 사용된다. PEX는 주거용 급수관으로 폴리염화 비닐(PVC), 염소화 폴리염화 비닐(CPVC) 또는 구리 배관의 대안이다.

## 속성
저온 충격 강도, 내마모성 및 환경 응력 균열 저항은 가교에 의해 크게 증가될 수 있는 반면, 경도와 강성은 다소 감소한다. 열가소성 플라스틱 폴리에틸렌과 비교하여 PEX는 녹지 않으며(엘라스토머와 유사하게) 열에 강하다(장기간 120 °C까지, 전기적 또는 기계적 부하 없이 단기간 250 °C까지). 가교 밀도가 증가함에 따라 최대 전단 탄성 계수도 증가한다(고온에서도). PEX는 일반 PE에 비해 특성이 현저히 향상되었다.
파이프 및 튜빙에 사용되는 거의 모든 PEX는 고밀도 폴리에틸렌(HDPE)으로 만들어진다. PEX는 중합체 구조에 가교 결합을 포함하여 열가소성 물질을 열경화성 플라스틱으로 바꾼다. 가교는 튜빙의 압출성형 중 또는 후에 이루어진다. ASTM 표준 F876에 따르면 필요한 가교도는 65%에서 89% 사이이다. 가교도가 높으면 재료의 취성 및 응력 균열을 유발할 수 있으며, 가교도가 낮으면 물리적 특성이 좋지 않은 제품이 될 수 있다.
PEX는 일반 PE에 비해 특성이 현저히 향상되었다. 이는 시스템에 가교가 도입되었기 때문이며, 이는 중합체의 화학적, 열적, 기계적 특성을 크게 향상시킬 수 있다. HDPE와 PEX 모두 초기 탄젠트 탄성 계수와 압축 하에서 온도 또는 변형률 증가에 따른 항복 응력 증가를 보이지만, HDPE는 더 높은 항복 응력에 도달한 후 유동 거동을 나타내는 경향이 있고 PEX는 약간 낮은 항복 응력에 도달한 후 가공 경화를 나타내는 경향이 있다. 후자는 일부 유동 거동을 보이지만 더 높은 진 변형률에 도달한 후에만 그렇다. PEX에서 관찰되는 거동은 열가소성 초고분자량 폴리에틸렌(UHMWPE)에서도 나타난다. 그러나 PEX는 UHMWPE보다 더 강한 온도 및 변형률 의존성을 보인다. 또한 PEX는 높은 열 안정성으로 유명하다. 크리프(즉, 크리프 변형에 저항) 거동이 향상되었으며, 열가소성 폴리에틸렌에 비해 매우 높은 온도에서도 높은 강도와 굳기를 유지한다.
초기 중합체 구조의 유형과 가교량은 PEX의 결과적인 기계적 특성에 큰 영향을 미칠 수 있다. 가교가 증가하면 영률과 인장 강도가 높아지지만, HDPE에 비해 PEX의 파단점에서 연신율은 낮다.
전선 및 케이블 용도에 사용되는 거의 모든 가교성 폴리에틸렌 화합물(XLPE)은 저밀도 폴리에틸렌(LDPE)을 기반으로 한다. XLPE 절연 케이블은 사용되는 표준에 따라 정격 최대 도체 온도가 90 °C이며 비상 정격은 140 °C까지이다. 도체 단락 정격은 250 °C이다. XLPE는 우수한 유전체 특성을 가지므로 중간 전압(1~69 kV AC) 및 고전압 케이블(최대 380 kV AC 전압 및 수백 kV DC)에 유용하다.
제조 공정 중 생산성을 극대화하기 위해 기본 중합체 구조에 수많은 수정이 이루어질 수 있다. 중전압 응용 분야의 경우 반응성을 크게 높일 수 있다. 이는 절연체의 가교에 사용되는 연속 가황(CV) 튜브 내의 경화 또는 냉각 공정에 제한이 있는 경우 더 높은 라인 속도를 가능하게 한다. 이는 고전압 케이블 및 초고전압 케이블 응용 분야에 특히 유용하며, 탈기 요구 사항으로 인해 케이블 제조 시간이 크게 길어질 수 있다.

## 제조 방법
열가소성 폴리에틸렌(PE-LD, PE-LLD 또는 PE-HD)에서 PEX를 제조하는 다양한 방법을 사용할 수 있다. 첫 번째 PEX 재료는 1930년대에 압출된 튜브에 전자빔을 조사하여 제조되었다. 전자빔 처리 방법은 1970년대에 실현 가능해졌지만 여전히 비쌌다. 1960년대에는 엥겔 가교가 개발되었다. 이 방법에서는 과산화물을 압출하기 전에 HDPE와 혼합한다. 1968년에는 규소 수소화물(실레인)을 사용하는 Sioplas 공정이 특허를 받았고, 이어서 1974년에는 또 다른 실레인 기반 공정인 Monosil이 개발되었다. 비닐실레인을 사용하는 공정은 1986년에 이어졌다.

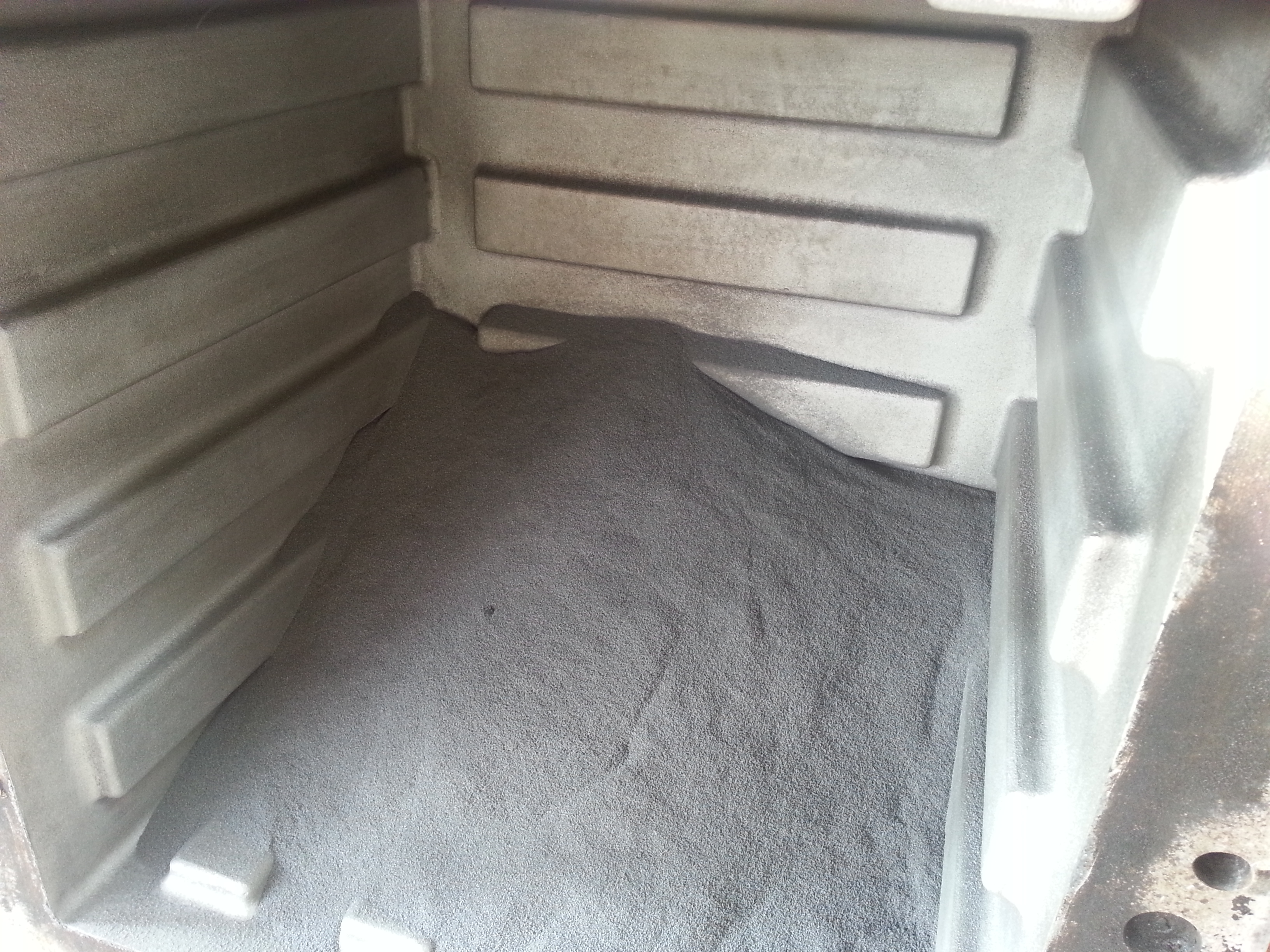
원료: 회전 성형 공장에서 사용되는 XLPE 분말

### 가교 유형
과산화물 가교(PE-Xa), 실레인 가교(PE-Xb), 전자빔 가교(PE-Xc), 아조 가교(PE-Xd) 사이에는 기본적인 차이가 있다.
과산화물, 실레인, 방사선 가교를 나타낸다. 각 방법에서 수소 원자는 방사선((hν)) 또는 과산화물(R-O-O-R)에 의해 폴리에틸렌 사슬(상단 중앙)에서 제거되어 유리기를 형성한다. 그런 다음 두 개의 유리기 사슬이 직접(하단 왼쪽) 또는 실레인 화합물을 통해 간접적으로(하단 오른쪽) 가교될 수 있다.
- 과산화물 가교(PE-Xa): 과산화물(예: 다이쿠밀 과산화물 또는 다이-테르트-부틸 과산화물)을 사용하여 폴리에틸렌을 가교하는 것은 여전히 중요하다. 소위 엥겔 공정에서는 HDPE와 2%[13] 과산화물 혼합물을 먼저 압출기에서 저온에서 혼합한 다음 고온(200 °C ~ 250 °C)에서 가교한다.[2] 과산화물은 과산화물 유리기(RO•)로 분해되어 폴리머 사슬에서 수소 원자를 추상화(제거)하여 유리기를 생성한다. 이들이 결합하면 가교 네트워크가 형성된다.[3] 결과적으로 생성된 폴리머 네트워크는 균일하고 낮은 장력과 높은 유연성을 가지며, (조사된) PE-Xc보다 부드럽고 강하다.[2] 동일한 공정이 LDPE에도 사용되지만 온도는 160 °C에서 220 °C까지 다양할 수 있다.
- 실레인 가교(PE-Xb): 실레인(예: 트라이메톡시비닐실레인)이 있는 환경에서 폴리에틸렌은 처음에 방사선 또는 소량의 과산화물에 의해 Si-기능화될 수 있다. 나중에 Si-OH 그룹은 수조에서 가수분해에 의해 형성될 수 있으며, 이는 응축되어 Si-O-Si 다리 형성을 통해 PE를 가교한다.[13] 촉매인 디부틸주석 디라우레이트가 반응을 가속화할 수 있다.
- 방사선 가교(PE-Xc): 폴리에틸렌의 가교는 후속 방사선원(일반적으로 전자 가속기, 때로는 방사성 동위 원소)에 의해서도 가능하다. PE 제품은 결정성 용융점 이하에서 수소 원자를 분리하여 가교된다. β-방사선은 10 mm의 침투 깊이를 가지며, ɣ-방사선은 100 mm이다. 이로 인해 내부 또는 특정 영역이 가교에서 제외될 수 있다.[2] 그러나 높은 자본 및 운영 비용으로 인해 방사선 가교는 과산화물 가교에 비해 미미한 역할을 한다.[1] 과산화물 가교와 달리 이 공정은 고체 상태에서 수행된다. 따라서 가교는 주로 비정질 영역에서 일어나며, 결정성은 크게 손상되지 않는다.[13]
- 아조 가교(PE-Xd): 소위 Lubonyl 공정에서 폴리에틸렌은 압출 후 뜨거운 염욕에서 미리 첨가된 아조 화합물에 의해 가교된다.[1][2]

### 가교도
낮은 가교도는 처음에는 분자량의 증식만을 가져온다. 개별 거대분자는 연결되지 않고 공유 결합 네트워크도 아직 형성되지 않는다. 이러한 거대한 분자로 구성된 폴리에틸렌은 초고분자량 폴리에틸렌(PE-UHMW), 즉 열가소성 엘라스토머와 유사하게 거동한다.
더 가교되면(가교도 약 80%) 개별 거대분자는 마침내 네트워크로 연결된다. 이 가교 폴리에틸렌(PE-X)은 화학적으로 열경화성 플라스틱이며, 용융점 이상에서 고무 탄성 거동을 보이며 더 이상 용융 상태에서 가공할 수 없다.
가교도(따라서 변화의 정도)는 공정에 따라 강도가 다르다. DIN 16892(PE-X로 만든 파이프에 대한 품질 요구 사항)에 따르면 최소한 다음 가교도를 달성해야 한다.
- 과산화물 가교(PE-Xa): 75%
- 실레인 가교(PE-Xb): 65%
- 전자빔 가교(PE-Xc): 60%
- 아조 가교(PE-Xd): 60%

## 분류

### 북미
모든 PEX 파이프는 설계 사양을 파이프에 직접 표기하여 제조된다. 이러한 사양은 파이프의 여러 표준을 설명하고 제조업체에 대한 구체적인 세부 사항을 제공하기 위해 나열된다. 이 모든 사양을 제공하는 이유는 설치자가 제품이 필요한 지역 규정에 부합하는지 알 수 있도록 하기 위함이다. 라벨링은 사용자가 튜브가 나열된 모든 표준을 충족함을 보장한다.
북미에서 PEX 파이프에 사용되는 재료는 ASTM 표준, 가장 일반적인 ASTM F876에 설명된 셀 분류로 정의된다. PEX의 셀 분류에는 0006, 0008, 1006, 1008, 3006, 3008, 5006 및 5008이 포함되며, 가장 일반적인 것은 5006이다. 0306, 3306, 5206 및 5306 분류도 일반적이며, 이 재료에는 제한된 UV 저항성을 위한 자외선 차단제 및 억제제가 포함되어 있다. 북미에서 모든 PEX 튜빙 제품은 ASTM, NSF 및 CSA 제품 표준에 따라 제조되며, 그중에는 앞서 언급한 ASTM 표준 F876 및 F877, NSF International 표준 NSF 14 및 NSF 61("NSF-pw"), 캐나다 표준 협회 표준 B137.5가 포함되어 있으며, 이에 따라 파이프는 테스트, 인증 및 목록화된다. 각 제품이 충족하는 목록 및 인증은 제품이 설계된 적절한 응용 분야에 사용되도록 파이프 또는 튜빙의 인쇄선에 표시된다.

### 유럽
유럽 표준에서는 PEX-A, -B, -C의 세 가지 분류가 있다. 이 클래스는 어떤 종류의 등급 시스템과도 관련이 없다.

#### PEX-A (PE-Xa, PEXa)
PEX-A는 과산화물(엥겔) 방식으로 생산된다. 이 방식은 결정 용융점 이상에서 "고온" 가교를 수행한다. 그러나 압출 공정 중 폴리머를 장기간 고온 고압으로 유지해야 하므로 다른 두 가지 방식보다 공정 시간이 약간 더 길다. 가교 결합은 탄소 원자 사이에 있다.

#### PEX-B (PE-Xb, PEXb)
"습기 경화" 방식이라고도 불리는 실레인 방식은 PEX-B를 생성한다. 이 방식에서는 압출 후 2차 공정에서 가교가 수행되어 가교제 사이에 가교 결합을 생성한다. 이 공정은 열과 습기에 의해 가속된다. 가교 결합은 두 개의 이식된 비닐트리메톡시실레인(VTMS) 단위 간의 실란올 응축을 통해 형성되며, C-C-Si-O-Si-C-C 브릿지로 폴리에틸렌 사슬을 연결한다.

#### PEX-C (PE-Xc, PEXc)
PEX-C는 전자빔 처리를 통해 "저온" 가교 공정(결정 용융점 이하)으로 생산된다. 엥겔 방식보다 균일성이 떨어지고 가교도가 낮으며, 특히 튜브 직경이 1인치(2.5 cm) 이상일 경우 더욱 그렇다. 공정이 제대로 제어되지 않으면 튜브의 바깥층이 부서지기 쉬워질 수 있다. 그러나 다른 화학 물질을 사용하지 않고 고에너지 전자로 탄소-수소 결합을 분리하고 가교를 촉진하므로 세 가지 방법 중 가장 깨끗하고 환경 친화적인 방법이다.

## 배관

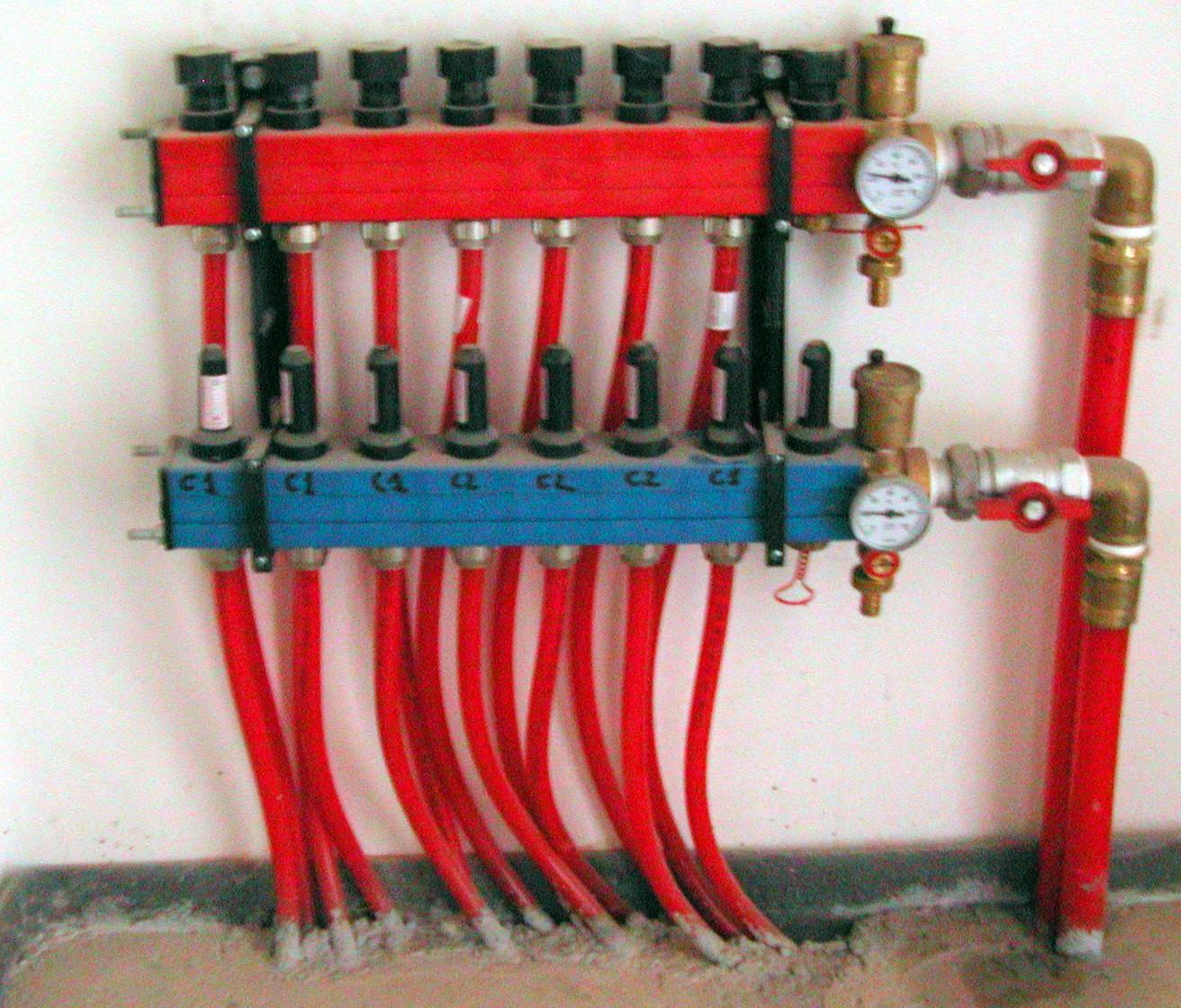
PEX 튜빙을 사용하는 복사 난방 시스템 매니폴드

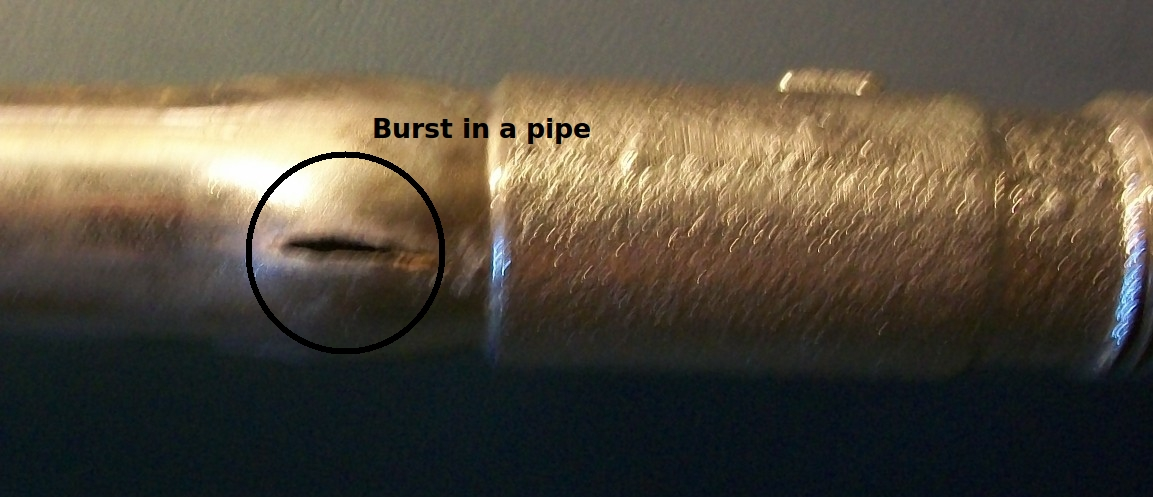
이 구리 외장 밸브는 동결로 인해 파열되었다. 여러 보고서에 따르면 PEX는 동결 조건에서 파열되기까지 더 오래 걸린다.

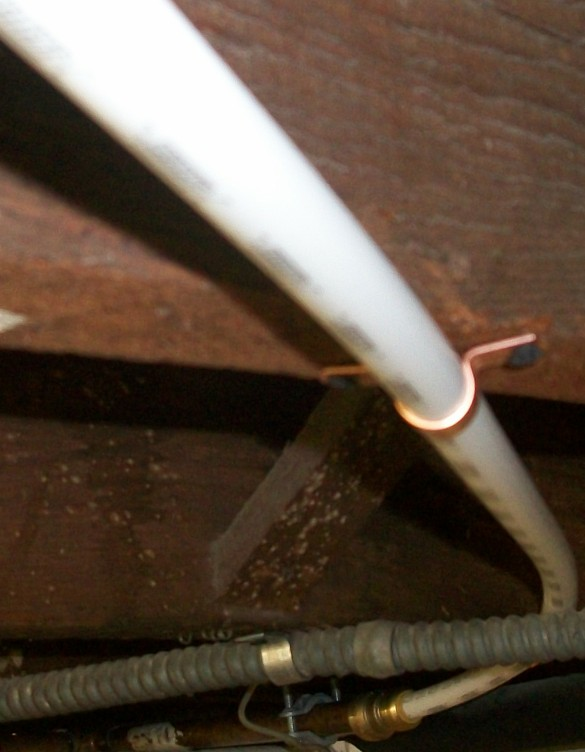
PEX의 유연성 덕분에 연결이 줄어들고, 물의 흐름이 좋아지며, 비슷한 재료보다 더 빠르고 간단하며 저렴하게 설치할 수 있다.

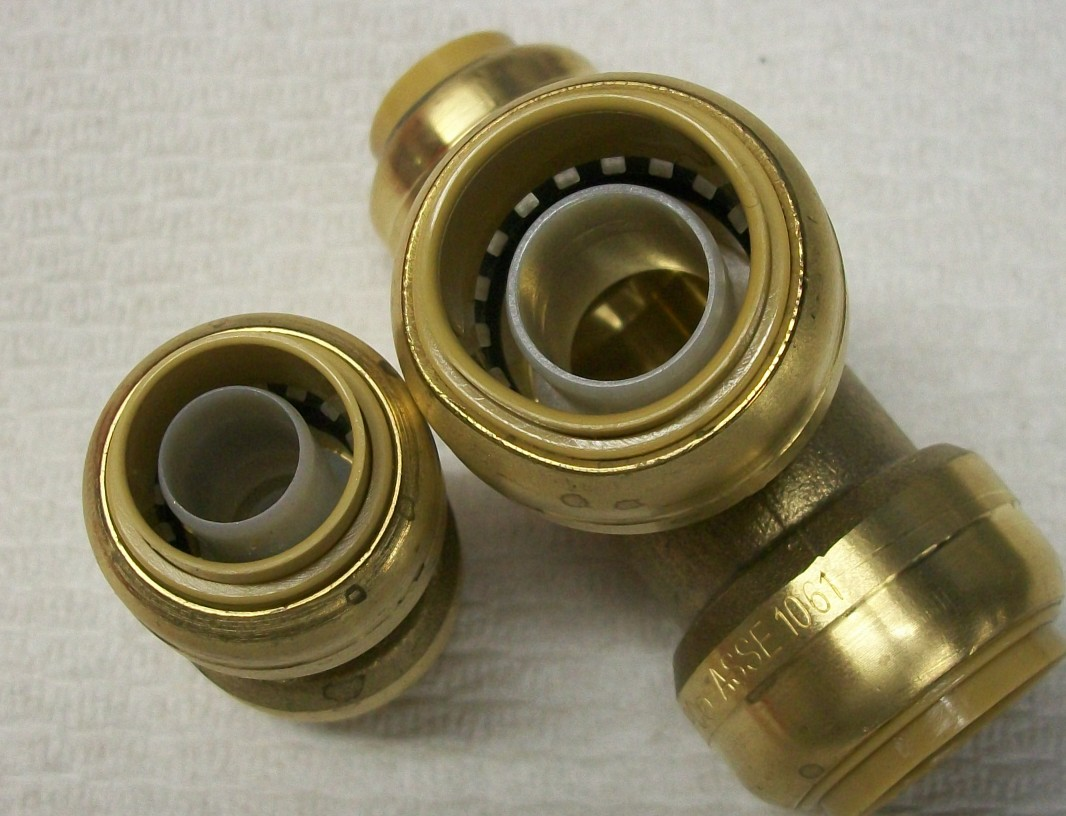
PEX 푸쉬 피팅을 사용하면 설치자가 구리 및 PEX 파이프를 단순히 밀어서 방수 연결할 수 있다.

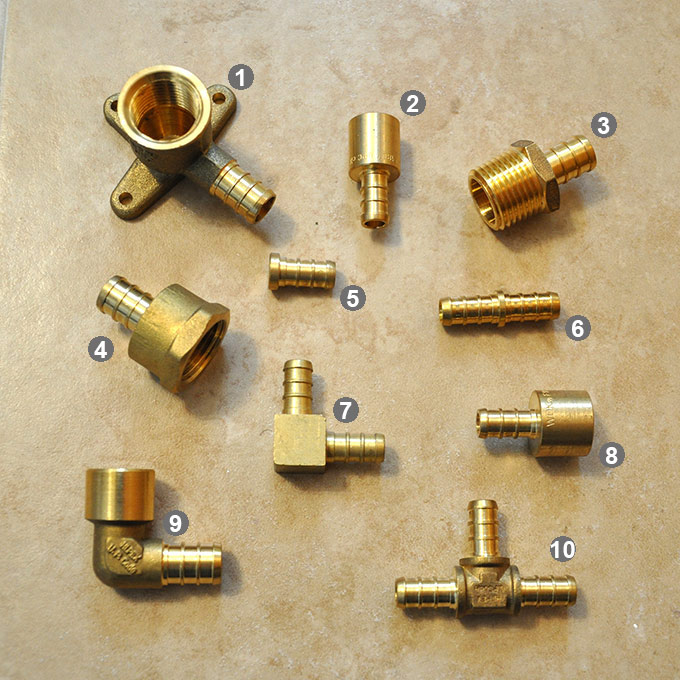
PEX-PEX 연결, PEX-나사 파이프 연결에 주로 사용되는 인기 있는 피팅 종류인 황동 압착 피팅. 1. 드롭 이어 엘보는 PEX와 나사 파이프를 90도 각도로 연결한다. 2. PEX-구리 납땜 어댑터 3. PEX-구리 나사 어댑터 4. PEX-암나사 어댑터 5. PEX 플러그 - 파이프 끝을 마감한다. 6. PEX-PEX 커플링 7. PEX-PEX 90도 엘보 8. PEX-구리 어댑터 9. PEX-구리 90도 엘보 10. PEX x PEX x PEX 3방향 PEX 티.

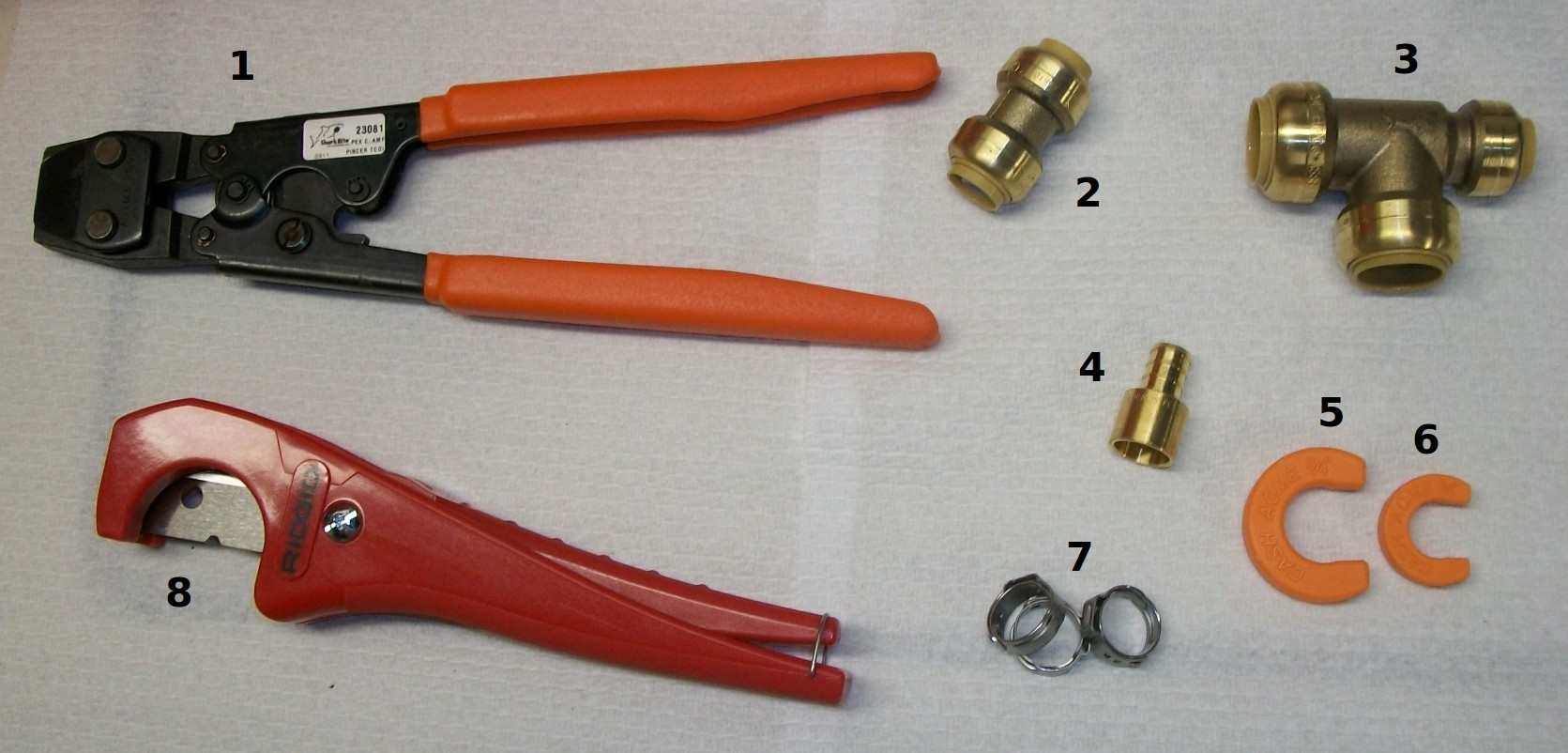
PEX 배관 설치에 사용되는 도구 및 피팅. (1) 금속 밴드를 조여 파이프와 피팅을 연결하는 압착 도구 (2) 1/2인치 파이프 두 개(구리 또는 PEX)를 연결하는 압축 커플링 (3) 3/4", 3/4", 1/2" 파이프를 연결하는 "T-조인트" (4) 구리-PEX 1/2" 연결(납땜 필요) (5, 6) PEX 연결을 해제하는 도구 (7) PEX를 고정 장치에 연결하기 위해 금속 밴드를 조이는 압착 링 (8) PEX 튜브 절단기.

PEX 튜빙은 배관 응용 분야에서 구리를 대체하는 데 널리 사용된다. 2006년 한 추정치는 가정용 식수 공급을 위한 PEX 사용이 매년 40%씩 증가하고 있다고 밝혔다. 2006년 더 필라델피아 인콰이어러는 배관 설치업자들이 구리 파이프에서 PEX로 전환할 것을 권장했다.
20세기 초중반에는 대량 생산되는 배관 파이프가 아연 도금 강철로 만들어졌다. 사용자들이 내부 녹 발생으로 인해 수량이 감소하는 문제를 겪으면서 1960년대 후반에 구리 파이프로 교체되었다. 이후 수십 년 동안 접착제를 사용하는 플라스틱 파이프도 사용되었다. PEX 튜빙은 처음에는 온수 복사 난방 시스템에서 물을 운반하는 가장 인기 있는 방법이었으며, 1960년대 이후 온수 시스템에서 처음 사용되었다. 온수 시스템은 보일러나 히터에서 집안의 베이스보드 히터나 라디에이터와 같이 열이 필요한 곳으로 물을 순환시킨다. PEX는 온수를 재순환시키는 데 적합하다.
점차 PEX는 집안 곳곳의 고정 장치로 가압된 물을 운반하는 등 더 많은 실내 배관 용도로 더 많이 사용되었다. 2000년대 이후로 구리 파이프와 플라스틱 PVC 파이프는 PEX로 대체되고 있다. PEX는 지하 용도로도 사용할 수 있지만, 한 보고서에서는 이러한 용도에는 적절한 "슬리브"를 사용해야 한다고 제안했다.

### 장점
배관에 PEX를 사용함으로써 얻는 이점은 다음과 같다.
- 유연성. PEX는 유연성 때문에 신축 건물에서 주거용 급수 배관용으로 인기 있는 솔루션이다.[22] PEX 튜빙은 쉽게 구부러지며 꺾이거나 갈라지지 않으므로 파이프 라인이 직선일 필요가 없다. PEX는 종종 긴 롤로 판매되므로 긴 파이프 라인에 개별 직선 파이프를 연결할 필요가 없다. 얕은 굽힘의 경우 PEX 튜빙은 금속 또는 단단한 플라스틱 지지대로 구부러지고 지지될 수 있으므로 날카로운 모서리에만 엘보 피팅이 필요하다. 반면, 다른 일반적인 실내 배관 재료인 PVC, CPVC 및 구리는 단단하여 파이프 라인의 상당한 굽힘을 수용하기 위해 각진 피팅이 필요하다.
- 파이프의 직접 경로 설정. PEX 튜빙은 대부분의 경우 엘보 조인트가 필요 없으므로, 분배 지점에서 배출구까지 라인에 접합이나 연결 없이 공급 라인을 직접 연결할 수 있다. 이는 조인트와 관련된 잠재적인 구조적 약점이나 비용을 없애준다.[17]
- 난류로 인한 압력 손실 감소. PEX 파이프 라인은 일반적으로 경질 튜브 재료로 만들어진 라인보다 날카로운 굽힘과 이음매가 적기 때문에 분배 지점과 배출구 사이에서 압력 손실이 적을 것으로 예상할 수 있다. 압력 손실이 적으면 주어진 공급 압력에서 싱크대, 샤워기, 변기의 수압이 증가한다. 반대로 PEX는 대체 배관보다 약한(그리고 덜 비싼) 펌프를 사용하여 배출구에서 동등한 압력을 달성할 수 있다.
- 더 낮은 재료 비용. PEX 튜빙의 재료 비용은 대안의 약 25%이다.[23][24] 반면, 구리의 인플레이션 조정 가격은 2002년부터 2022년까지 20년 동안 4배 이상 증가했다.[25]
- 더 쉬운 설치. PEX 설치는 구리 또는 PVC 파이프보다 훨씬 적은 노동력을 필요로 한다. 파이프를 납땜하거나 접착제로 붙일 필요가 없기 때문이다.[23] 복사 난방 시스템을 설치하는 건축업자들은 PEX 파이프가 "설치를 쉽게 하고 작동 문제를 없앴다"는 것을 발견했다.[22] PEX 연결은 압축 피팅을 사용하여 두 개의 일치하는 부품을 함께 밀거나 조절 가능한 스패너 또는 특수 압착 도구를 사용하여 만들 수 있다.[17] 일반적으로 PEX 설치에는 더 적은 연결과 피팅이 필요하다.[16]
- 비부식성. 구리와 달리 PEX는 미네랄이나 습기에 노출되어도 녹이 슬지 않는다.[16]
- 설치 중 화재 위험 없음. 구리 배관을 연결하는 가장 오래되고 일반적인 방법은 토치를 사용하여 조각들을 납땜하는 것이다. PEX는 이러한 개방형 화염과 관련된 위험을 없앤다.[26]
- 새로운 PEX를 기존 구리 및 PVC 시스템과 결합하는 능력. 한쪽 끝은 구리 파이프에, 다른 쪽 끝은 PEX 라인에 연결할 수 있는 피팅이 널리 판매되고 있다.[17] 이러한 커플링을 사용하면 설치자가 PEX로 전환 시 파이프 직경을 필요에 따라 줄이거나 늘릴 수 있다.
- 온수 및 냉수 파이프에 적합. 편리한 배열은 혼동 가능성을 줄이기 위해 색상 코딩을 사용하는 것이다.[27] 일반적으로 빨간색 PEX 튜빙은 온수에 사용되고 파란색 PEX 튜빙은 냉수에 사용된다.[16]
- 동결로 인한 파열 가능성 낮음. PEX는 유연성 때문에 동결 조건에서 구리나 PVC 파이프보다 파열에 강한 것으로 일반적으로 알려져 있다.[28] 한 보고서는 물이 채워진 PEX 파이프가 시간이 지남에 따라 얼면 부풀어 오르고 찢어지는 반면, 구리 파이프는 "찢어지고" PVC는 "산산조각 난다"고 제안했다.[29] 주택 전문가 스티브 맥스웰은 2007년에 물이 채워진 PEX 파이프가 "5~6번의 동결-해동 주기"를 견딜 수 있는 반면, 구리는 첫 번째 동결에 즉시 부서질 것이라고 제안했다.[30] 새로운 난방 시설이 없는 계절성 주택에서는 여전히 난방이 없는 추운 계절 동안 파이프를 비우거나 추위로 인한 파이프 파열을 방지하기 위한 다른 조치를 취하는 것이 권장된다. 신축 건물에서는 필요한 경우 모든 수도관이 배수를 허용하도록 약간 경사지게 설치할 것을 권장한다.[30]
- 파이프 단열 가능. 기존의 폼 랩 단열재는 PEX 배관에 쉽게 추가하여 온수 라인의 열 손실을 줄이고, 냉수 라인으로의 열 전달을 줄이며, 실외 환경에서 동결 위험을 완화할 수 있다.[31]

### 단점
- 햇빛에 의한 분해. PEX 튜빙은 햇빛에 노출되는 용도에는 사용할 수 없다. 빠르게 분해되기 때문이다.[32] 설치 전에 햇빛이 없는 곳에 보관해야 하며, 설치 후에도 햇빛으로부터 보호해야 한다. 직사광선에 30일 정도 노출되면 취성으로 인해 튜빙이 조기에 파손될 수 있다.[32]
- 곤충에 의한 천공. PEX 튜빙은 식물성 곤충의 구기부에 의해 천공될 수 있다. 특히 소나무허리노린재(Leptoglossus occidentalis)는 때때로 PEX 튜빙을 뚫어 누수를 유발하는 것으로 알려져 있다.[33]
- 황동 피팅 문제. 미국, 캐나다 및 유럽에서 PEX 시스템의 일부 고장이 발생하여 여러 건의 집단 소송이 계류 중이다. 이러한 고장은 PEX 시스템에 사용된 황동 피팅으로 인한 것이라고 주장된다. 일반적으로 건축업자와 제조업체는 이러한 경험을 통해 파이프를 커넥터, 밸브 및 기타 피팅과 연결하는 데 사용되는 피팅에 가장 적합한 재료를 찾아냈다. 그러나 네바다주의 설치와 관련하여 특정 유형의 황동 피팅에서 문제가 보고되었는데, 이는 미네랄이 풍부한 센물[34]과 소위 "황동" 피팅 간의 부정적인 상호 작용을 유발했다.[21] 피팅의 아연이 탈아연화로 알려진 화학 반응으로 파이프 재료로 침출되어 일부 누수 또는 막힘을 유발했다.[34] 해결책은 아연이 30% 함유된 황동 피팅을 아연이 5~10% 함유된 적동 피팅으로 교체하는 것이었다.[35] 이로 인해 캘리포니아 건축 당국은 아연 함량이 낮고 앞으로 문제가 발생할 가능성이 낮은 "적동"으로 만든 피팅을 주장하게 되었다.[21]
- 새로운 배관 시스템에 대한 초기 조정. 배관공과 주택 소유자가 새로운 피팅에 적응하는 초기 단계에서 몇 가지 문제가 보고되었고, 연결이 제대로 또는 부적절하게 이루어졌을 때도 있었지만, 주택 검사관들은 2000년 이후 PEX에 대한 문제를 일반적으로 발견하지 못했다.[36]
- 파이프 단열재 접착제 제한. 특정 접착제를 사용하여 PEX에 적용된 일부 파이프 단열재는 파이프를 조기에 노화시켜 유해한 영향을 미칠 수 있다. 그러나 기존 폼 랩 단열재와 같은 다른 단열재는 부정적인 영향 없이 사용할 수 있다.[31]
- 피팅 비용. 일반적으로 PEX 피팅, 특히 DIY 푸시핏 피팅은 구리 피팅보다 비싸지만 납땜이 필요하지 않다.[17] PEX의 유연성 때문에 일반적으로 피팅 수가 적게 필요하며, 이는 피팅당 높은 비용을 상쇄하는 경향이 있다.
- 철 기반 부품을 사용하는 PEX 복사 난방의 잠재적 문제. 철 또는 그 합금으로 만들어진 철 라디에이터 또는 기타 부품이 있는 복사 난방 시스템에 일반 PEX 튜빙을 사용하는 경우 시간이 지남에 따라 녹이 발생할 가능성이 있다. 이 경우 해결책은 이러한 시스템에 녹 발생을 방지하기 위한 "산소 장벽"을 설치하는 것이다. 난방용 PEX의 대부분의 현대 설치는 산소 장벽 코팅된 PEX를 사용한다.
- 냄새, 화학적 맛, 그리고 가능한 건강상의 영향. 2000년대 캘리포니아주에서는 건강 문제에 대한 논란이 있었다. 여러 단체는 파이프 외부의 화학 물질이나 메틸 3차 뷰틸 에테르 및 3차 뷰틸 알코올과 같은 파이프 내부의 화학 물질로 인해 물에 화학 물질이 유입될 수 있다는 우려 때문에 PEX의 도입을 막았다.[37] 이러한 우려는 PEX의 주 전체 도입을 거의 10년 동안 지연시켰다. 상당한 "법적 공방" 이후, "사법적 롤러코스터"로 묘사된 이 논쟁 단체들은 합의에 도달했고, 캘리포니아는 모든 건물에 PEX 사용을 허용했다.[38][39] 환경영향평가 및 후속 연구 결과, PEX 배관 사용으로 인한 공중 보건 문제는 없는 것으로 확인되었다.[38]

### 정부 승인
PEX는 미국의 50개 주와 캐나다에서 사용이 승인되었으며, 2009년에 승인된 캘리포니아주도 포함된다. 캘리포니아주는 2007년에 국내 급수 시스템에 PEX 사용을 사례별로만 허용했다. 이는 주로 매니폴드(튜빙 자체보다는)의 부식에 대한 우려 때문이었으며, 캘리포니아는 PEX를 온수 복사 난방 시스템에는 허용했지만 식수에는 허용하지 않았다. 2009년에 건축 표준 위원회는 PEX 플라스틱 파이프 및 튜빙을 캘리포니아 배관 규정(CPC)에 승인하여 주 전체의 병원, 진료소, 주택 및 상업용 건물에서 사용을 허용했다. PEX의 CPC 공식 채택은 2009년 8월 1일에 이루어져 지역 관할 구역에서 일반적인 사용을 승인할 수 있게 되었지만, 추가적인 문제가 있었고 2007년 법안의 수정된 문구를 포함하여 2010년에 새로운 승인이 발행되었다.

### 대체 재료
대체 배관 옵션은 다음과 같다.
- 알루미늄 플라스틱 복합재는 보호를 위해 내부 및 외부에 플라스틱 층이 적층된 알루미늄 튜브이다.[16]
- 주름진 스테인리스 스틸 튜빙, PVC 내부가 있는 스테인리스 스틸로 만들어진 연속 유연 파이프이며 누출 여부 공기 테스트를 거친다.[16]
- 폴리프로필렌 파이프, CPVC와 용도가 유사하지만 유해 물질을 포함하지 않고 화재 시 위험한 배출가스가 감소하는 화학적으로 불활성인 재료이다. 주로 복사 난방 시스템에 사용되지만, 특히 상업용 건물에서 무독성 가정용 식수 파이프로 인기를 얻고 있다.
- 폴리뷰틸렌(PB) 파이프는 1970년대 후반부터 1995년까지 식수 배관 제조에 사용된 플라스틱 중합체 형태이다. 그러나 폴리뷰틸렌 튜브를 연결하는 데 원래 사용된 폴리옥시메틸렌(POM 또는 아세탈) 커넥터가 차아염소산염 첨가제(물을 살균하는 데 사용되는 일반적인 화학 물질)에 의한 응력 증강 화학 공격에 취약하다는 것이 발견되었다. 분해된 커넥터는 고응력 압착 영역에서 균열이 발생하여 누수가 발생하고 주변 건물 구조에 손상을 줄 수 있다. 나중에 구리 피팅을 포함하는 시스템은 차아염소산염 공격에 문제가 없는 것으로 보이지만, 폴리뷰틸렌은 이전 문제로 인한 값비싼 구조적 손상으로 인해 여전히 인기가 없어졌으며 캐나다와 미국에서는 허용되지 않는다.

### PEX-AL-PEX
PEX-AL-PEX 파이프, 또는 AluPEX, 또는 PEX/알루미늄/PEX, 또는 다층 파이프는 두 층의 PEX 사이에 알루미늄 층이 끼워져 있다. 금속 층은 산소 장벽 역할을 하여 폴리머 매트릭스를 통한 산소 확산을 막아 튜브 내의 물에 용해되어 시스템의 금속 부품을 부식시키는 것을 방지한다. 알루미늄 층은 일반적으로 1~2mm로 얇으며, 튜브에 어느 정도 강성을 제공하여 구부렸을 때 형성된 모양을 유지한다(일반 PEX 튜브는 직선으로 되돌아옴). 알루미늄 층은 또한 튜브가 더 높은 안전 작동 온도 및 압력에 적합하도록 추가적인 구조적 강성을 제공한다.
AluPex 튜빙의 사용은 2010년 이후 크게 증가했다. 작업하고 배치하기 쉽다. 곡선은 손으로 쉽게 만들 수 있다. 온수 및 냉수용 튜빙과 가스용 튜빙이 있다.
한때 캐나다에서 판매되었던 PEX-알루미늄-PEX 복합 파이프 제품인 Kitec 시스템은 주로 황동 피팅의 탈아연화로 인한 광범위한 조기 고장으로 인해 누수 및 재산 피해를 초래하여 단종되었다.

### PEX 도구
두 가지 유형의 피팅이 사용될 수 있다: 압착형 또는 압축형. 압착형 커넥터는 저렴하지만 특수 압착 도구가 필요하다. 압축 피팅은 일반 스패너로 조이며 시스템의 부품을 쉽게 분해할 수 있도록 설계되었다. 또한 소규모 작업, 특히 DIY에 인기가 있으며 추가 도구가 필요하지 않다.
PEX 도구 키트에는 PEX 튜빙으로 피팅 및 연결을 만드는 데 필요한 여러 가지 기본 도구가 포함되어 있다. 대부분의 경우 이러한 키트는 지역 철물점, 배관 용품점에서 구매하거나 주택 소유자 또는 독립 계약자가 직접 조립한다. PEX 도구 키트는 100달러 미만에서 300달러 이상까지 다양하다. 일반적인 PEX 도구 키트에는 압착 도구, 연결용 확장 도구, 클램프 도구, PEX 절단기, 링, 보드, 스테이플러가 포함된다.틀:Elucidate

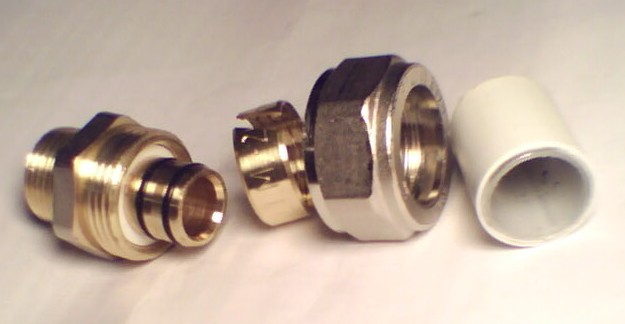
다층 AluPex 튜브 및 커넥터

## 기타 용도
- 인공 관절: 고도로 가교된 폴리에틸렌은 인공 관절에 내마모성 재료로 사용된다. 가교 폴리에틸렌은 마모에 대한 저항성 때문에 고관절 치환술에 선호된다. 그러나 슬관절 치환술은 가교가 기계적 강도에 영향을 미칠 수 있고 베어링 표면의 기하학적 일치성이 낮아 무릎 관절에 더 큰 응력 집중이 발생하기 때문에 다른 매개변수로 만들어진 PE가 필요하다. 제조업체는 초고분자량 폴리에틸렌을 시작으로 전자빔 또는 감마선 조사를 통해 가교한다.
- 치과 응용 분야: PEX는 복합 충전재로 치과 수복물에도 적용되었다.
- 수상 공예: PEX는 많은 카누와 카약에도 사용된다. PEX는 Ram-X 및 기타 브랜드별 이름으로 등록되어 있다. 가교 폴리에틸렌의 특성상 선체 손상을 수리하기가 다소 어렵다. 3M의 DP-8005와 같은 일부 접착제는 PEX에 접착될 수 있지만, 더 큰 수리에는 더 많은 폴리에틸렌을 카누/카약에 녹여 혼합하여 견고한 접착력을 형성하고 손상된 부위를 채워야 한다.
- 전원 케이블 절연: 가교 폴리에틸렌은 모든 전압 범위의 전원 케이블에 전기 절연재로 널리 사용되지만 특히 중간 전압 응용 분야에 적합하다. 가장 일반적인 폴리머 절연 재료이다. XLPE라는 약어는 가교 폴리에틸렌 절연을 나타내는 데 일반적으로 사용된다.XLPE 자동차 덕트

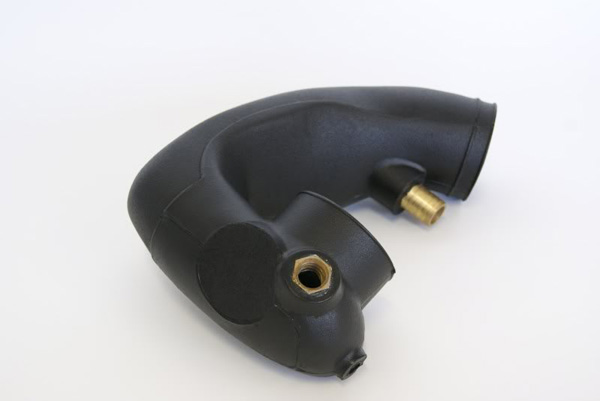
XLPE 자동차 덕트

- 자동차 덕트 및 하우징: PEX는 XLPE라고도 불리며, 냉기 흡입 시스템 및 필터 하우징용으로 애프터마켓 자동차 산업에서 널리 사용된다. 그 특성에는 높은 열 변형 온도, 우수한 충격 저항성, 내화학성, 낮은 굴곡 탄성률 및 우수한 환경 응력 균열 저항성이 포함된다. 이 형태의 XLPE는 회전 성형에 가장 일반적으로 사용된다. XLPE 수지는 35 메시(500 μm) 수지 분말 형태로 제공된다.
- 가전제품: 아스코의 세탁기 및 식기세척기는 이중벽 고무/플라스틱 안전 호스 대신 PEX 급수 호스를 사용한다.

## 같이 보기
- 고밀도 폴리에틸렌 (HDPE)
- 선형 저밀도 폴리에틸렌 (LLDPE)
- 저밀도 폴리에틸렌 (LDPE)
- 중밀도 폴리에틸렌 (MDPE)
- 폴리올레핀 및 가교 폴리올레핀 (XLPO), 절연체로 사용
- 스트레치 랩
- 초고분자량 폴리에틸렌 (UHMWPE)